# Garff (Sheading)

Garff, Isle of Man

Garff ist ein Sheading und seit 2016 ein Parish auf der Isle of Man mit 4200 Einwohnern.
Es liegt im Osten der Insel. Im Westen liegt Arye, im Süden Middle und im Osten wird es durch die Irische See begrenzt.
Administrativ besteht das Sheading Garff seit Mai 2016 aus einer einzigen Verwaltungseinheit, einem Parish, der durch den Zusammenschluss des ehemaligen Dorfbezirks Laxey mit den Parishes Lonan und Maughold gebildet wurde.
Siedlungen im Sheading  neben Laxey sind Baldrine und Ballabeg (beide in dem ehemaligen Parish Lonan), und Ballure in dem ehemaligen Parish Maughold.
Garff hat seit 2016 zwei Plätze im Hous of Keys.